# Hvidebæks kommun
Hvidebæks kommun (danska: Hvidebæk Kommune) var en kommun i Västsjällands amt i Danmark. Kommunen hade 5 434 invånare (2004) och en yta på 98,26 km². Huvudorten var Ubby (sammanvuxen med Jerslev och med postadressen Jerslev Sjælland). Sedan danska kommunreformen 2007 ingår kommunen i Kalundborgs kommun. 